# Jaroš Griemiller
Jaroš Griemiller (Třebsko) was een Tsjechische alchemist en de auteur van Rosarium Philosophorum, het eerste in het Tsjechisch vertaalde middeleeuws alchemistisch manuscript. Dit document is het enige dat we van hem kennen. Hij werkte in de jaren 1570 onder Wilhelm von Rosenberg en droeg het Rosarium aan hem op. Hij voltooide de werkzaamheden aan het manuscript in 1578 terwijl hij werkte in Český Krumlov.
De Rosarium Philosophorum toont aan dat er in Bohemen alchemie op niveau werd beoefend, nog vóór het hof van keizer Rudolf II zich in Praag vestigde. Het werk is een Tsjechische vertaling van een middeleeuwse alchemistische verhandeling. Griemiller was waarschijnlijk familie van officier Pavel Griemiller z Trebska (gestorven in 1593). Griemillers vriend, de astronoom en alchemist Bavor ml. Rodovský z Hustiran (ca. 1526-1592) is mogelijk voor hem een inspiratiebron geweest. Griemiller droeg het werk op aan de weldoener van het alchemistisch onderzoek, de edelman en diplomaat Vilém z Rožmberka (1535-1592). Dit boek van Griemiller is rijkelijk geïllustreerd en in met goud gedecoreerd leer gebonden. Vandaar dat er wordt gespeculeerd dat het bestemd was voor de Rožmberk bibliotheek.
De buitengewone kwaliteit en kunstzinnigheid van de illustraties laten vermoeden dat Jaroš Griemiller zelf een kunstenaar was of werd geassisteerd door een schilder die in dienst was van het hof van Rožmberk.